# Azerbajdzjans Grand Prix 2021
Azerbajdzjans Grand Prix 2021, officiellt Formula 1 Azerbaijan Grand Prix 2021, var ett Formel 1-lopp som kördes den 6 juni 2021 på Baku City Circuit i Baku i Azerbajdzjan. Loppet var det sjätte loppet ingående i Formel 1-säsongen 2021 och kördes över 51 varv.
Det var det fjärde loppet under namnet Azerbajdzjans Grand Prix och den femte gången som Baku City Circuit var en del av Formel-1-mästerskapet (loppet kördes under namnet Europas Grand Prix 2016).
Sergio Pérez för Red Bull vann loppet följd av Sebastian Vettel för Aston Martin på andra plats och Pierre Gasly för Alpha Tauri på tredjeplats.

## Bakgrund
Förarna och stallen var densamma som säsongens deltagarlista utan några inhoppande förare i loppet. Däckleverantören Pirelli tog med sig däck med gummiblandningarna C3, C4 och C5 (betecknade hårda, medelhårda respektive mjuka) för stallen att använda vid loppet.
Loppet hölls på Baku City Circuit som är 6,003 kilometer lång och ligger i Baku, Azerbajdzjan. Loppet kördes över 51 varv. Mercedes och Red Bull är favoriterna att vinna loppet.
Inför loppet ledde Max Verstappen förarmästerskapet för första gången i karriären med fyra poäng över Lewis Hamilton. Red Bull ledde konstruktörsmästerskapet med en poäng.

## Träningspassen
Det första träningspasset började klockan 12:30 (UTC+4) lokal tid den 4 juni, det andra träningspasset klockan 16:00 samma dag och det tredje träningspasset klockan 13:00 lokal tid den 5 juni. I det första träningspasset såg vi Red Bulls Max Verstappen snabbast framför Ferrari-duon Charles Leclerc och Carlos Sainz, Jr.
Sergio Pérez för Red Bull stod snabbast i det andra träningspasset framför stallkamraten Max Verstappen följt av Ferraris Carlos Sainz, Jr. Leclerc slutade på en fjärde plats efter att ha orsakat en virtuell säkerhetsbil efter att ha kört in i en barriär vid kurva 15. Nicholas Latifi orsakade en röd flagga efter att motorn på hans Williams-bil slutade fungera. Både Mercedes-förarna Lewis Hamilton och Valtteri Bottas kämpade åter i det andra träningspasset och slutade på 11:e respektive 15:e snabbast.
I det tredje träningspasset stod Pierre Gasly för Alpha Tauri snabbast följt av Sergio Pérez och Lewis Hamilton. Max Verstappen orsakade en röd flagga efter att han kört in i väggen i kurva 15, samma kurva som Leclerc i det andra träningspasset. George Russell fick problem med kylaren i motorn på sin Williams-bil och tvingades bryta sitt träningspass. Med endast två timmar kvar till kvalet fick Williams arbeta intensivt med att byta ut motorn i Russells bil.

## Kvalet
Kvalet kom igång 16:00 (UTC+4) lokal tid den 5 juni, och tog en abrupt paus en minut efter starten då Lance Stroll för Aston Martin utlöste en röd flagga då han kört in i väggen i kurva 15. Williams lyckades byta ut motorn innan den röda flaggan upphävdes och George Russell kunde komma igång med sitt kval. Kort därefter, med nio minuter kvar i första kvalrundan, körde Antonio Giovinazzi för Alfa Romeo in i kurva 15, likt Lance Stroll och ännu en röd flagga utlöstes. Första kvalrundan kom igång igen runt 16:30 lokal tid och i den första kvalrundan stod Lewis Hamilton snabbast.
Den andra kvalrundan kom igång 16:48 lokal tid. Med bara en och en halv minut kvar i den andra kvalrundan körde Daniel Ricciardo för McLaren in i kurva 3 och utlöste en röd flagga. Kvalrundan stoppades och fortsatte först när den röda flaggan upphävdes.
Den tredje kvalrundan kom igång kort därefter. Med bara en minut kvar av den tredje kvalrundan körde Yuki Tsunoda för Alpha Tauri in i väggen i kurva 3. Carlos Sainz, Jr som låg bakom reagerade snabbt för att inte kollidera med Tsunodas bil och tvingades göra en hård bromsning vilket resulterade i att han snurrade med bilen och for in i barriären och skadade framdelen av sin bil. En röd flagga utlöstes och Charles Leclerc för Ferrari fick pole position på ungefär samma sätt som den tidigare helgens lopp i Monaco. På andraplats kom Lewis Hamilton för Mercedes följt av Max Verstappen för Red Bull på en tredjeplats.
Under kvalet utlöstes totalt 4 rödflagg vilket var säsongens flesta hittills och likställer detta kval med rekordet från Ungerns Grand Prix 2016.
| Pos.                    | Nr. | Förare             | Konstruktör               | Kvaltider | Kvaltider | Kvaltider | Start- grid |
| Pos.                    | Nr. | Förare             | Konstruktör               | Q1        | Q2        | Q3        | Start- grid |
| ----------------------- | --- | ------------------ | ------------------------- | --------- | --------- | --------- | ----------- |
| 1                       | 16  | Charles Leclerc    | Ferrari                   | 1:42,241  | 1:41,659  | 1:41,218  | 1           |
| 2                       | 44  | Lewis Hamilton     | Mercedes                  | 1:41,545  | 1:41,634  | 1:41,450  | 2           |
| 3                       | 33  | Max Verstappen     | Red Bull-Honda            | 1:41,760  | 1:41,625  | 1:41,563  | 3           |
| 4                       | 10  | Pierre Gasly       | Alpha Tauri-Honda         | 1:42,288  | 1:41,932  | 1:41,565  | 4           |
| 5                       | 55  | Carlos Sainz, Jr.  | Ferrari                   | 1:42,121  | 1:41,740  | 1:41,576  | 5           |
| 6                       | 4   | Lando Norris       | McLaren-Mercedes          | 1:42,167  | 1:41,813  | 1:41,747  | 91          |
| 7                       | 11  | Sergio Pérez       | Red Bull-Honda            | 1:41,968  | 1:41,630  | 1:41,917  | 6           |
| 8                       | 22  | Yuki Tsunoda       | Alpha Tauri-Honda         | 1:42,521  | 1:41,654  | 1:42,211  | 7           |
| 9                       | 14  | Fernando Alonso    | Alpine-Renault            | 1:52,934  | 1:42,195  | 1:42,327  | 8           |
| 10                      | 77  | Valtteri Bottas    | Mercedes                  | 1:42,701  | 1:42,106  | 1:42,659  | 10          |
| 11                      | 5   | Sebastian Vettel   | Aston Martin-BWT Mercedes | 1:42,460  | 1:42,224  | N/A       | 11          |
| 12                      | 31  | Esteban Ocon       | Alpine-Renault            | 1:42,426  | 1:42,273  | N/A       | 12          |
| 13                      | 3   | Daniel Ricciardo   | McLaren-Mercedes          | 1:42,304  | 1:42,558  | N/A       | 13          |
| 14                      | 7   | Kimi Räikkönen     | Alfa Romeo-Ferrari        | 1:42,923  | 1:42,587  | N/A       | 14          |
| 15                      | 63  | George Russell     | Williams-Mercedes         | 1:42,728  | 1:42,758  | N/A       | 15          |
| 16                      | 6   | Nicholas Latifi    | Williams-Mercedes         | 1:43,128  | N/A       | N/A       | 16          |
| 17                      | 47  | Mick Schumacher    | Haas-Ferrari              | 1:44,158  | N/A       | N/A       | 17          |
| 18                      | 9   | Nikita Mazepin     | Haas-Ferrari              | 1:44,238  | N/A       | N/A       | 18          |
| 107 %-gränsen: 1:48,653 |     |                    |                           |           |           |           |             |
| —                       | 18  | Lance Stroll       | Aston Martin-BWT Mercedes | Ingen tid | N/A       | N/A       | 192         |
| —                       | 99  | Antonio Giovinazzi | Alfa Romeo-Ferrari        | Ingen tid | N/A       | N/A       | 202         |
| Källor:                 |     |                    |                           |           |           |           |             |

Noter
- ^1  – Lando Norris nedgraderades tre platser efter att ha misslyckats att köra in i depån under rödflagg.[12]
- ^2  – Lance Stroll & Antonio Giovinazzi misslyckades att sätta en tid under kvalet men tillåts ändå delta i loppet.

## Loppet
Loppet kom igång 16:04 lokal tid. Charles Leclerc fick en bra start och kom iväg fort från Lewis Hamilton och Max Verstappen. Sergio Pérez lyckades klättra två positioner under det första varvet. Lando Norris fick en dålig start och tappade snabbt tre positioner. Även Sebastian Vettel lyckades klättra två positioner. George Russell körde in i depån för att byta till hårda däck under det andra varvet. Lewis Hamilton tog ledningen i det tredje varvet från Leclerc. Esteban Ocon bröt sitt lopp efter tre varv. Leclerc som tappade DRS-avståndet till Hamilton blev omkörd av Max Verstappen i det sjunde varvet. Kort därefter körde också Sergio Pérez förbi Charles Leclerc. Lance Stroll som startade på 19:e plats övertog många bilar fram till varv 10 då han låg på 9:e plats, dock hade flera andra förare redan gjort ett depåstopp och bytt däck. Carlos Sainz, Jr körde av i kurva 8 i det elfte varvet efter att ha låst vänster framdäck.
Efter att Sergio Pérez körde in i depån för ett däckbyte tog Sebastian Vettel ledningen för första gången under säsongen, dock hade han inte gjort något depåstopp ännu. Hamiltons depåstopp på 4,6 sekunder ledde till att Verstappen lyckades hålla sig framför med några sekunder och Pérez lyckades komma ut från sitt depåstopp bara en sekund framför Hamilton. Båda Aston Martin-bilarna var de enda bilarna som inte kommit in för ett depåstopp i det 18:e varvet men varvet efter kallades Vettel in för ett depåstopp och Verstappen tog ledningen i loppet. Vettel kom ut på sjunde plats bara några sekunder bakom Leclerc. I det 24:e varvet låste Nikita Mazepin däcken och körde av i kurva 4 men kunde backa tillbaka på banan och fortsätta vidare. I det 28:e varvet låg Mazepin 44 sekunder bakom stallkamraten Mick Schumacher.
I det 29:e varvet fick Lance Stroll punktering på vänster bakdäck och körde in i barriären vilket ledde till att en säkerhetsbil skickades ut. Schumacher körde in för ett depåstopp i det 35:e varvet precis innan säkerhetsbilen skulle skickas in men däcken satt in på som de skulle och Haas tvingades rulla tillbaka bilen för att åter fästa däcken på nytt. I det 36:e varvet kom den gröna flaggan och Sebastian Vettel fick en riktig bra start och flög upp till femte plats förbi Charles Leclerc. Varvet efter körde Vettel också förbi Pierre Gasly för fjärdeplatsen. I det 45:e varvet fick Verstappen punktering och körde in i väggen vilket orsakade ännu en säkerhetsbil. I det 47:e varvet utlystes en röd flagga men loppet kom igång igen med endast fyra varv kvar. Loppet planerades att komma igång igen 18:10 lokal tid. Precis innan omstarten fick George Russell problem med växellådan och tvingades bryta. Loppet kom igång och Hamilton tog ledningen i bara några sekunder för att sedan låsa upp framhjulen vilket ledde till att hans bil fortsatte fram i kurva 1. Hamilton lyckades inte svänga och tappade därför från första plats till 16:e plats och tog därmed inga poäng.
Sergio Pérez för Red Bull vann loppet följt av Sebastian Vettel för Aston Martin på andra plats och Pierre Gasly för Alpha Tauri på tredjeplats.
| Pos.                                                                             | Nr. | Förare             | Konstruktör               | Varv | Tid/Bröt             | Grid | Poäng |
| -------------------------------------------------------------------------------- | --- | ------------------ | ------------------------- | ---- | -------------------- | ---- | ----- |
| 1                                                                                | 11  | Sergio Pérez       | Red Bull-Honda            | 51   | 2:13:36,410          | 6    | 25    |
| 2                                                                                | 5   | Sebastian Vettel   | Aston Martin-BWT Mercedes | 51   | +1,385s              | 11   | 18    |
| 3                                                                                | 10  | Pierre Gasly       | Alpha Tauri-Honda         | 51   | +2,762s              | 4    | 15    |
| 4                                                                                | 16  | Charles Leclerc    | Ferrari                   | 51   | +3,828s              | 1    | 12    |
| 5                                                                                | 4   | Lando Norris       | McLaren-Mercedes          | 51   | +4,754s              | 9    | 10    |
| 6                                                                                | 14  | Fernando Alonso    | Alpine-Renault            | 51   | +6,382s              | 9    | 8     |
| 7                                                                                | 22  | Yuki Tsunoda       | Alpha Tauri-Honda         | 51   | +6,624s              | 7    | 6     |
| 8                                                                                | 55  | Carlos Sainz, Jr.  | Ferrari                   | 51   | +7,709s              | 5    | 4     |
| 9                                                                                | 3   | Daniel Ricciardo   | McLaren-Mercedes          | 51   | +8,874s              | 13   | 2     |
| 10                                                                               | 7   | Kimi Räikkönen     | Alfa Romeo-Ferrari        | 51   | +9,576s              | 14   | 1     |
| 11                                                                               | 99  | Antonio Giovinazzi | Alfa Romeo-Ferrari        | 51   | +10,254s             | 20   |       |
| 12                                                                               | 77  | Valtteri Bottas    | Mercedes                  | 51   | +11,264s             | 10   |       |
| 13                                                                               | 47  | Mick Schumacher    | Haas-Ferrari              | 51   | +14,241s             | 17   |       |
| 14                                                                               | 9   | Nikita Mazepin     | Haas-Ferrari              | 51   | +14,315s             | 18   |       |
| 15                                                                               | 44  | Lewis Hamilton     | Mercedes                  | 51   | +17,668s             | 2    |       |
| 16                                                                               | 6   | Nicholas Latifi    | Williams-Mercedes         | 51   | +42,379s4            | 16   |       |
| 175                                                                              | 63  | George Russell     | Williams-Mercedes         | 48   | Växellåda            | 15   |       |
| 186                                                                              | 33  | Max Verstappen     | Red Bull-Honda            | 45   | Punktering/Kollision | 3    |       |
| RET                                                                              | 18  | Lance Stroll       | Aston Martin-BWT Mercedes | 29   | Punktering/Kollision | 19   |       |
| RET                                                                              | 31  | Esteban Ocon       | Alpine-Renault            | 3    | Turboladdare         | 12   |       |
| Snabbaste varvet: Max Verstappen, Red Bull-Honda 1:44,481(varv 44) (ingen poäng) |     |                    |                           |      |                      |      |       |
| Källor:                                                                          |     |                    |                           |      |                      |      |       |

Noter
- ^4  – Latifi tilldelades ett strafftillägg på 30 sekunder för att ha misslyckats att köra in i depån under gulflagg när Verstappen kraschade.
- ^5  – Russell körde mer än 90% av loppet och räknas därmed som att ha kört klart loppet.
- ^6  – Verstappen körde mer än 90% av loppet och räknas därmed som att ha kört klart loppet.

## Ställning efter loppet
|     | Pos. | Förare          | Poäng |
| --- | ---- | --------------- | ----- |
| ▬   | 1    | Max Verstappen  | 105   |
| ▬   | 2    | Lewis Hamilton  | 101   |
| ▲ 2 | 3    | Sergio Pérez    | 69    |
| ▼ 1 | 4    | Lando Norris    | 66    |
| ▲ 1 | 5    | Charles Leclerc | 52    |

|     | Pos. | Konstruktör         | Poäng |
| --- | ---- | ------------------- | ----- |
| ▬   | 1    | Red Bull-Honda      | 174   |
| ▬   | 2    | Mercedes            | 148   |
| ▲ 1 | 3    | Ferrari             | 94    |
| ▼ 1 | 4    | McLaren-Mercedes    | 92    |
| ▲ 1 | 5    | Alpha Tauri-Ferrari | 39    |

- Notering: Endast de fem bästa placeringarna i vardera mästerskap finns med på listorna.